# Institut for Konjunktur-Analyse
Institut for Konjunktur-Analyse, IFKA, er et privat, uafhængigt analyseinstitut der har specialiseret sig i analyser inden for politik, økonomi, efteruddannelse og medier. 
IFKA er medlem af ESOMAR, den internationale brancheforening for opinions- og markedsanalyseinstitutter.

## Historie
Instituttet blev grundlagt i 1983 af cand. polit. Jørn Thulstrup. I 2005 blev han efterfulgt på posten som administrerende direktør af Charlotte Rassing. Charlotte Rassing forlod IFKA i juni 2008, hvor hun blev erstattet af cand. polit. Thomas Søby.
Samtidig – 1. juni 2008 – tiltådte cand.polit Anders Nørskov som arbejdende bestyrelsesformand.
Instituttet publicerer på kvartalsvis basis publikationerne Konjunktur – Kvartalsøkonomiske udsigter og Monitor. Instituttet har desuden tilknyttet et nyhedsbureau Lokalavisernes Nyhedsbureau og en udgivervirksomhed.
IFKA blev købt og drevet videre af Voxmeter.